# Tschermigita
La tschermigita és un mineral de la classe dels sulfats, que pertany al grup alum. El seu nom prové de la localitat de Tschermig (ara Čermníky), República Txeca, on va ser descoberta l'any 1853.

## Característiques
La tschermigita és un sulfat hidratat d'amoni i alumini. Cristal·litza en el sistema isomètric formant cristalls octahedrals o columnes fibroses, tot i que també s'hi troba en pols. És soluble en aigua. La seva duresa a l'escala de Mohs oscil·la entre 1,5 i 2. És de color blanc, i la seva ratlla també és blanca.
Segons la classificació de Nickel-Strunz, la tschermigita pertany a «07.CC: Sulfats (selenats, etc.) sense anions addicionals, amb H₂O, amb cations de mida mitjana i grans» juntament amb els següents minerals: krausita, tamarugita, kalinita, mendozita, lonecreekita, alum-(K), alum-(Na), lanmuchangita, voltaita, zincovoltaita, pertlikita, ammoniomagnesiovoltaita, kröhnkita, ferrinatrita, goldichita, löweita, blödita, nickelblödita, changoita, zincblödita, leonita, mereiterita, boussingaultita, cianocroita, mohrita, nickelboussingaultita, picromerita, polihalita, leightonita, amarillita, konyaita i wattevilleita.
Moltes mostres que es poden trobar a la venda d'aquest mineral, normalment vidres porpres de bona qualitat en matriu, són en realitat creats artificialment fent créixer cristalls d'aquest alum d'amoni en un laboratori. La godovikovita és producte de la deshidratació de la tschermigita en la crema d'abocadors de carbó.

## Formació i jaciments
És un mineral secundari de formació rara, en jaciments de lignit i torba, així com en esquistos bituminosos. També es forma en la crema de carbó o d'enderrocs de mines de carbó, com eflorescències voltant de les solfatares o respiradors geotermals de gasos i fumaroles. Sol trobar-se associada a altres minerals com: guix, amoniojarosita, epsomita, rostita, alunogen, boussingaultita, mascagnita o voltaita.